# 용인시 (선거구)
용인시는 대한민국의 옛 국회의원 선거구이다. 당시 경기도 용인시를 관할했다.

## 역사
1996년 3월 1일을 기해 용인군이 용인시로 승격되었다. 이에 제15대 국회의원 선거를 앞두고 용인군 선거구가 용인시 선거구로 개편되었다.
제16대 국회의원 선거를 앞두고 용인시 선거구가 갑, 을로 분구되면서 폐지되었다.

## 역대 국회의원
| 선거   | 정당 | 정당     | 의원   |
| ------ | ---- | -------- | ------ |
| 1996년 |      | 신한국당 | 이웅희 |

## 역대 선거 결과

### 대한민국 제15대 국회의원 선거
|  | 30.55% |

|  | 28.96% |

|  | 27.98% |

|  | 12.48% |